# Minnesota Legislature

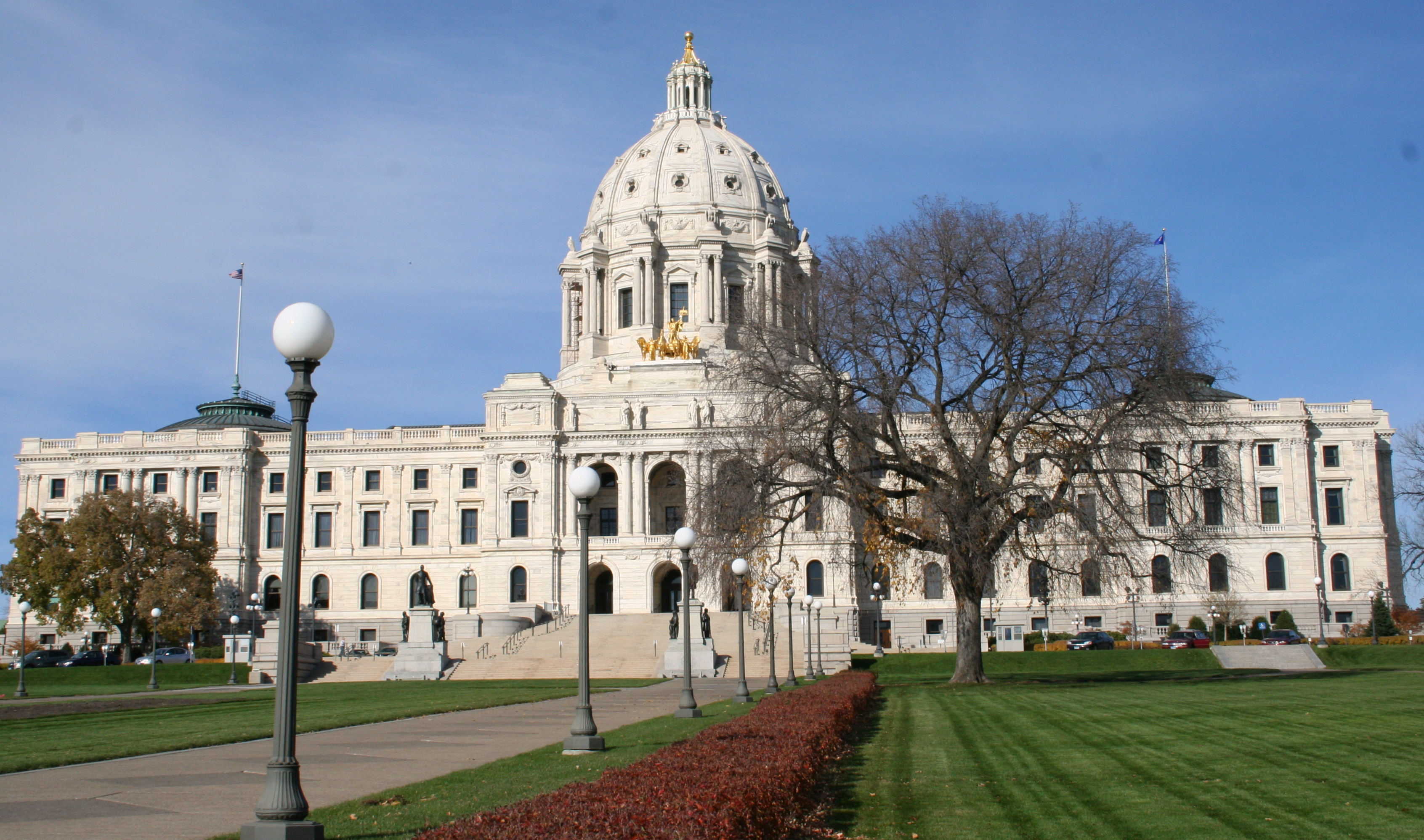
Die Legislature tagt im Minnesota State Capitol

Die Minnesota Legislature ist die State Legislature und damit die Legislative des US-Bundesstaats Minnesota und wurde durch die staatliche Verfassung 1858 geschaffen. Sie besteht aus dem Repräsentantenhaus von Minnesota, das als Unterhaus fungiert, sowie dem Senat von Minnesota als Oberhaus. Die Legislature tagt im Minnesota State Capitol in Saint Paul, das auch Sitz des Gouverneurs und seines Stellvertreters ist.
Das Repräsentantenhaus besteht aus 134 Mitgliedern, der Senat aus 67. Das Repräsentantenhaus wird für zwei Jahre gewählt. Da die Wahlkreise alle zehn Jahre nach der Volkszählung neu zugeschnitten werden, beträgt die Amtszeit der Senatoren bei Wahlen in auf 2 oder 6 endenden Jahren vier Jahre, in auf 0 endenden Jahren nur zwei Jahre. Der Wahltag fällt mit dem des Bundeskongresses zusammen.
Wählbar sind US-Bürger, die seit mindestens einem Jahren in Minnesota und mindestens sechs Monate im entsprechenden Wahlbezirk leben. Das Mindestalter für beide Häuser beträgt 21 Jahre.
Die National Conference of State Legislatures (NCSL) ordnet die Legislature von Minnesota als „hybrid“ zwischen einem Vollzeit- und einem Teilzeitparlament ein. Mit einer Vergütung von 46.500 USD pro Jahr und für Senatoren 86 USD, für Repräsentanten 66 USD pro Sitzungstag (2020) liegen die Abgeordneten im Mittelfeld der Staatsparlamentarier.